# Переганцы (Вороновский район)
Переганцы (бел. Перага́нцы) — агрогородок в Вороновском районе Гродненской области Беларуси. Административный центр Переганцевского сельсовета.

## География
В 10 км в направлении на юго-восток от Вороново, 143 км от Гродно, в 19 км от железнодорожной станции Бастуны.
Пролегает дорога Н6109.
Ближайшие населённые пункты Андруны, Зязи, Колодишки, Седлиско, Станулянцы, Шашки и др.

## История
В 2011 году деревня Переганцы преобразована в агрогородок.

## Население

### Численность
- 2009 год — 346 жителей

### Динамика
- 2000 год — 398 жителей, 130 дворов[3]
- 2009 год — 346 жителей (перепись населения)

## Образование
- Средняя школа

## Культура
- Дом культуры
- Музейная комната "Сведкi мiнуўшчыны"